# Sky Global
Sky Global Holdings Inc. è stata una software house canadese, nota in particolare per aver sviluppato Sky ECC, una piattaforma di messaggistica per crittografare end-to-end ed eliminare automaticamente le conversazioni sui cellulari con sistema operativo BlackBerry OS, Android e iOS attraverso modifiche a software e hardware dei dispositivi distribuiti da una rete internazionale di venditori affiliati.

## Storia
Sky Global è stata fondata a Vancouver nel 2008 da Jean-François Eap, che ne è stato amministratore delegato.
L'azienda ha lanciato nel 2010 la piattaforma Sky ECC, una piattaforma di messaggistica istantanea per cellulari capace di crittografare end-to-end ed eliminare automaticamente le conversazioni attraverso server esterni in Canada e Francia; tale piattaforma, inizialmente resa disponibile per BlackBerry OS, è stata successivamente adattata anche ai sistemi operativi Android e iOS. Sky Global forniva direttamente cellulari Nokia, Google (Pixel), Apple (iPhone) e BlackBerry con modifiche nell'hardware (disattivazione di fotocamere, microfoni e GPS). Nel 2019 ha lanciato Moola, un'applicazione di buoni regalo.
Anche la magistratura italiana sta largamente utilizzando i dati delle piattaforma in processi penali, anche se non sono mancate voci critiche in dottrina.
Nel 2021 Sky ECC è stata al centro dell'operazione Argus, un'operazione congiunta della Polizia federale belga, della Polizia nazionale francese e della Polizia nazionale olandese che ha portato a numerosi arresti e alla chiusura della piattaforma il 9 marzo 2021. Contestualmente, in seguito ad un'indagine dell'FBI di San Diego, l'ufficio del Procuratore della California meridionale ha accusato Eap e Thomas Herdman, tra i maggiori distributori dei dispositivi modificati, di cospirazione per racket e traffico di sostanze stupefacenti in violazione del Racketeer Influenced and Corrupt Organizations Act (RICO). Al 2021 Sky Global aveva distribuito almeno 70000 dispositivi modificati e Sky ECC era utilizzata da circa 170000 utenti.
Nel 2024 Eap, Herdman e altri 30 tra impiegati e associati di Sky Global, sono stati accusati anche in Francia di associazione a delinquere, riciclaggio di denaro e distribuzione di dispositivi criptati senza registrazione. Il processo inizierà nella primavera 2026.